# Rybničná (Rozvadov)
Rybničná, älter U Rybníka (deutsch Weiherwiesenhaus, auch Wiesenweiherhaus) ist eine verlassene Häusergruppe auf dem Gebiet der Gemeinden Rozvadov (Roßhaupt) und Třemešné (Zemschen) in Tschechien. Sie liegt fünf Kilometer südlich von Rozvadov nahe der deutschen Grenze und gehört zum Okres Tachov.

## Geographie
Rybničná befindet sich linksseitig des Kateřinský potok (Katharinabach) inmitten ausgedehnter sumpfiger Wälder auf einer Rodungsinsel im böhmischen Teil des Oberpfälzer Waldes (Český les). Nördlich erhebt sich der Třískolupský vrch (Drißglobner Berg, 533 m n.m.), im Osten der Schlossberg (552 m n.m.) mit dem Jagdschloss Diana sowie südöstlich der Bukáč (571 m n.m.) und der U hospodárnice (557 m n.m.). Gegen Süden und Westen erstreckt sich eine feuchte Niederung; südwestlich befand sich bis zur Mitte des 19. Jahrhunderts der Pfrentschweiher. Rybničná liegt im Landschaftsschutzgebiet Český les. Nordöstlich befindet sich das Naturreservat Diana, im Osten das Wildgehege Diana. Südwestlich – auf bayrischer Seite – ist das Naturschutzgebiet Torflohe und Pfrentschwiese, an das sich auf tschechischem Gebiet das Naturreservat Jezírka u Rozvadova anschließt, ausgewiesen. Durch den Ort führt die Kolowratova naučná stezka (Kolowrat-Lehrpfad).
Nachbarorte sind/waren Rozvadov und Rozcestí (Rahmbrücke) im Norden, Svatá Kateřina (St. Katharina), Milíře (Brand) und Diana (Dianaberg) im Nordosten, Novohradský (Nowohradksy), Nová Ves (Neudorf), Mlýnské Domky (Mühlhäuseln) im Osten, Stará Sklárna (Altglashütte) und Ruštejn (Ruhstein) im Südosten, Železná (Eisendorf), Tillyschanz und Goldberg im Süden, Eslarn, Büchelberg, Torfhäusl und Pfrentschweiher im Südwesten, Pfrentsch und Zieglhütte im Westen sowie Waidhaus, Oberströbl, Střeble (Ströbl) und Polesí (Zirk) im Nordwesten.

## Geschichte
Das einschichtige, nach dem Pfrentschweiher benannte Weiherhaus wurde wahrscheinlich zum Ende des 18. Jahrhunderts als herrschaftliches Hegerhaus in den Wäldern der Majoratsherrschaft Meyerhöfen errichtet.
Im Jahre 1835 bestand die im Pilsner Kreis gelegene und nach Dianaberg konskribierte Einschicht Weiherhaus einzig aus den Hegerhaus. Pfarrort war Wusleben, zuständig die Filialkirche in St. Katharina. Bis zur Mitte des 19. Jahrhunderts blieb das Weiherhaus Teil der Fideikommissherrschaft Maierhöfen mit Pfraumberg, Besitzer waren die Grafen Kolowrat-Krakowsky.
Nach der Aufhebung der Patrimonialherrschaften bildete das Weiherhaus ab 1850 eine Einschicht der Gemeinde Neudorf/Nová Ves im Bezirk Tachau und Gerichtsbezirk Pfraumberg. Ab 1855 gehörte der Ort zum Bezirk Pfraumberg. Ab 1868 war die zu dieser Zeit als Wiesenweiherhaus bezeichnete Einöde wieder Teil des Bezirks Tachau. Um die Jahrhundertwende wandelte sich der Ortsname in Weiherwiesenhaus. Zu Beginn des 20. Jahrhunderts konnte Leopold Philipp Kolowrat-Krakowsky eine parlamentarische Mehrheit für den Bau einer Eisenbahn von Haid über Dianaberg nach Waidhaus gewinnen. Sein Sohn Sascha Kolowrat-Krakowsky legte 1914 ein neues Projekt einer entlang des Katharinabaches führenden schmalspurigen Waldbahn_Dianaberg_-_Pfrentsch zur Holzabfuhr der Gräflich Kolowratschen Forstbetriebe vor, das am Weiherwiesenhaus den Abzweig einer über die Koth- bzw. Schwarzlohwiesen führenden fünf Kilometer langen Zweigstrecke entlang des Natschbaches nach Nowohradsky vorsah.
Nach dem Zusammenbruch der k.k. Monarchie wurde das Weiherwiesenhaus 1918 Teil der neu gebildeten Tschechoslowakei. Nach dem Ende des Ersten Weltkrieges ließ Sascha Kolowrat-Krakowsky auf tschechoslowakischem Gebiet mit dem Bau der Waldbahn beginnen. Beim Zensus von 1921 wurden für die Einschicht Weiherwiesenhaus / U Rybníka keine separaten Daten veröffentlicht. Als Sascha Kolowrat-Krakowsky 1927 verstarb, war noch immer keine Einigkeit mit den bayrischen Grundbesitzern erreicht. Im Jahr darauf erklärte sein Sohn Heinrich das Waldbahnprojekt nach Bayern für gescheitert. In Folge des Münchner Abkommens wurde das Weiherwiesenhaus im Oktober 1938 dem Deutschen Reich zugeschlagen und gehörte bis 1945 zum Landkreis Tachau. Nach dem Ende des Zweiten Weltkrieges wurde U Rybníka wieder Teil der Tschechoslowakei. Nach dem Februarumsturz von 1948 wurde die Grenze zu Deutschland undurchlässig und Teil des Eisernern Vorhangs.
Um den Jahreswechsel 1950/51 wurde anstelle des Hegerhauses hölzerne UBA-Kaserne zur Unterbringung einer Kompanie der neugebildeten Grenzwache (Pohraniční stráž) errichtet. Sie diente zugleich als Kommandantur und Unterkunft der Dianská rota des PS. Ab 1952 entstanden wenige hundert Meter vor der Grenzlinie Grenzsicherungsanlagen (Stacheldrahtzäune mit 4–5 kV Hochspannungszuführung), deren landesinnere Seite die Wachachse der Grenzpatrouillen bildete. Der Hochspannungszaun wurde 1965 durch eine Niederspannungs-Signalwand ersetzt. Anstelle der Holzbaracken entstanden später gemauerte Gebäude.
Zusammen mit Diana wurden die Kasernengebäude der Dianská rota zum 1. Juli 1960 von Nová Ves abgetrennt und der Gemeinde Rozvadov zugeschlagen, wobei die wenigen – südlich des Fahrweges nach Diana liegenden – ober- und unterirdischen Gebäude bei Nová Ves verblieben.
In Folge der Samtenen Revolution von 1989 und der Grenzöffnung wurde die Grenzsicherung durch den Pohraniční stráž obsolet. Offiziell aufgelöst wurde der Pohraniční stráž 1991. Die verlassenen Gebäude der Dianská rota erhielten die Bezeichnung Rybničná und wurden dem Verfall überlassen. Eine Nachnutzung ist nicht bekannt.

## Ortsgliederung
Der größte Teil von Rybničná gehört zum Ortsteil Diana der Gemeinde Rozvadov und ist Teil des Katastralbezirkes Rozvadov. Ein geringer Anteil der Häusergruppe wird dem Ortsteil Nová Ves der Gemeinde Třemešné zugerechnet; dieser liegt im Katastralbezirk Nová Ves pod Přimdou.